# 코야마 히로카즈
코야마 히로카즈(일본어: こやまひろかず)는 타입문의 그래픽 담당이다. 그의 첫 출선작은 페이트 할로우 아타락시아의 스탭CG인 캐스터으로 모습을 비췄다. 